# Brusseline
Brusseline is een schreefloos lettertype dat speciaal ontworpen is voor de Maatschappij voor het Intercommunaal Vervoer te Brussel (MIVB). Het is in 2006 ontworpen door de Franse letterontwerper Éric de Berranger en wordt vanaf 2007 gebruikt op het tram-, premetro- en metronetwerk in het Brussels Hoofdstedelijk Gewest.
De naam is geïnspireerd op Parisine, het lettertype dat in het Parijse openbaarvervoernetwerk wordt gebruikt. Parisine werd ontworpen door Jean François Porchez.